# Ransbytjärnen (Dalby socken, Värmland, 673360-134501)
Ransbytjärnen är en sjö i Torsby kommun i Värmland och ingår i Göta älvs huvudavrinningsområde.